# Thomas Langlois Lefroy
Thomas Langlois Lefroy (8. ledna 1776 – 4. května 1869) byl irský politik a soudce. Byl členem Poslanecké sněmovny Britského parlamentu a Irské státní rady, v roce 1852 se stal prezidentem irského Nejvyššího soudu.
Široké veřejnosti mimo Spojené království a Irsko je dnes znám spíše tím, že jako mladík flirtoval se slavnou anglickou spisovatelkou Jane Austenovou, která o něm píše ve dvou svých dopisech a patrně podle něj vytvořila hlavní mužskou postavu (pana Darcyho) ve svém nejslavnějším románu Pýcha a předsudek.
Jeho osoba vystupuje v podání Jamese McAvoye jako hlavní mužská postava ve filmu Vášeň a cit, inspirovaném mládím Jane Austenové. Film ovšem není historicky příliš přesný a milostné vzplanutí mezi Austenovou a Lefroyem značně zveličuje.